# Myrsine gracilissima
Myrsine gracilissima là một loài thực vật thuộc họ Myrsinaceae. Đây là loài đặc hữu của Polynésie thuộc Pháp.